# 傅仲霖
傅仲霖（1488年—？年），字民望，四川重慶府長壽縣人，民籍。明朝政治人物。

## 生平
八月初十日生，行一，治《易經》，由國子生中式正德八年（1513年）癸酉科四川鄉試第十名舉人，年三十四歲中式正德十六年（1521年）辛巳科會試第一百十九名，第三甲第一百三十八名進士。

## 家族
曾祖傅榮忠；祖傅文魁；父傅紳；母劉氏。慈侍下，妻胡氏，繼妻趙氏；兄仲才；仲傑；仲倫；仲厚，弟仲震；仲暘；仲暄。